# Milaševac
Milaševac (1981-ig Milaševci) falu Horvátországban Belovár-Bilogora megyében. Közigazgatásilag Csázmához tartozik.

## Fekvése
Belovártól légvonalban 30, közúton 38 km-re délnyugatra, községközpontjától légvonalban 3, közúton 4 km-re északkeletre, Csázma és Gornji Draganec között fekszik.

## Története
A török kiűzése után a 17. században betelepített falvak közé tartozik. 1774-ben az első katonai felmérés térképén „Milassevecz” néven szerepel. A Horvát határőrvidék részeként a Kőrösi ezredhez tartozott. Lipszky János 1808-ban Budán kiadott repertóriumában „Milassevecz” neve.  
Nagy Lajos 1829-ben kiadott művében ugyancsak „Millassevecz” néven 22 házzal, 97 katolikus és 56 ortodox vallású lakossal találjuk. A település 1809 és 1813 között francia uralom alatt állt.
A katonai közigazgatás megszüntetése után Magyar Királyságon belül Horvátország része, Belovár-Kőrös vármegye Csázmai járásának része lett. A településnek 1857-ben 152, 1910-ben 343 lakosa volt. 1918-ban az új szerb-horvát-szlovén állam, majd később Jugoszlávia része lett. 1941 és 1945 között a németbarát Független Horvát Államhoz, majd a háború után a szocialista Jugoszláviához tartozott. 1991-től a független Horvátország része. 1991-ben csaknem teljes lakossága (98%) horvát volt. A délszláv háború idején mindvégig horvát kézen maradt. 2011-ben 177 lakosa volt, akik főként mezőgazdaságból éltek.

## Lakossága
| Lakosság változása | Lakosság változása | Lakosság változása | Lakosság változása | Lakosság változása | Lakosság változása | Lakosság változása | Lakosság változása | Lakosság változása | Lakosság változása | Lakosság változása | Lakosság változása | Lakosság változása | Lakosság változása | Lakosság változása | Lakosság változása |
| ------------------ | ------------------ | ------------------ | ------------------ | ------------------ | ------------------ | ------------------ | ------------------ | ------------------ | ------------------ | ------------------ | ------------------ | ------------------ | ------------------ | ------------------ | ------------------ |
| 1857               | 1869               | 1880               | 1890               | 1900               | 1910               | 1921               | 1931               | 1948               | 1953               | 1961               | 1971               | 1981               | 1991               | 2001               | 2011               |
| 152                | 187                | 198                | 208                | 292                | 343                | 351                | 388                | 471                | 441                | 371                | 291                | 244                | 205                | 192                | 177                |